# Klara Castanho
Klara Forkas Gonçalez Castanho (Santo André, 6 ottobre 2000) è un'attrice brasiliana.

## Biografia
Klara Castanho ha esordito come attrice all'età di cinque anni nella serie televisiva Mothern, e tre anni più tardi interpretò Rafaela nella telenovela Viver la vida, interpretazione per la quale vinse diversi premi nel 2010, tra i quali quello di miglior attore bambino ai "Migliori dell'anno" di TV Globo, al Prêmio Contigo! de TV e ai Prêmi Extra de Televisão nella categoria, quest'ultimo nella categoria miglior attrice rivelazione. Un altro Prêmio Extra de Televisão nella stessa categoria lo ha vinto nel 2014 per l'interpretazione di Paulinha nella telenovela Amor à Vida.
Nel 2016 recita come protagonista nel film commedia É Fada! e due anni più tardi nel film Tudo por um Popstar. Nel 2020 recita il ruolo della protagonista Tetê nel film Netflix Confessioni di una ragazza invisibile, uscito nel 2021.

## Filmografia

### Cinema
- Quanto dura o amor?, regia di Roberto Moreira (2009)
- É fada!, regia di Cris D'Amato (2016)
- Chocante, regia di Johny Araújo e Gustavo Bonafé (2017)
- 1817: A Revolução Esquecida, regia di Tizuka Yamasaki (2017)
- Tudo por um Popstar, regia di Bruno Garotti (2018)
- Confessioni di una ragazza invisibile (Confissões de uma Garota Excluída), regia di Bruno Garotti (2021)
- Galeria Futuro, regia di Fernando Sanches e Alfonso Poyart (2021)
- Férias Trocadas, regia di Bruno Barreto (2022)

### Televisione
- Mothern - serie TV (2006)
- Revelação - serie TV, 15 episodi (2008-2009)
- Viver a Vida - serie TV, 90 episodi (2009-2010)
- Morde & Assopra - serie TV (2011)
- Amor Eterno Amor - serie TV, 5 episodi (2012)
- Amor à Vida - serie TV, 2 episodi (2013-2014)
- Além do Tempo - serie TV (2015)
- Mal Me Quer - serie TV (2019)
- Buongiorno, Verônica (Bom Dia, Verônica) - serie TV (2020-in corso)
- Di nuovo 15 anni (De Volta aos 15) - serie TV (2022)